# Indolestes alfurus
Indolestes alfurus – gatunek ważki z rodziny pałątkowatych (Lestidae).